# 이그나시오 에이사기레
이그나시오 에이사기레 아레기(스페인어: Ignacio Eizaguirre Arregui; 1920년 11월 7일, 바스크 지방 산 세바스티안 ~ 2013년 9월 1일 바스크 지방 산 세바스티안)는 스페인의 전 축구 선수로, 현역 시절 골키퍼로 활약하였다.
그는 19시즌에 걸쳐 318번의 라 리가 경기에 출전했는데, 레알 소시에다드, 발렌시아, 그리고 오사수나에서 활동하였다. 그는 스페인 국가대표팀 일원으로 7년을 활동하면서 1950년 FIFA 월드컵에 자국을 대표로 참가하였다.

## 클럽 경력
에이사기레는 기푸스코아 주 산 세바스티안 출신으로, 1936년에 레알 소시에다드와 계약하였으나, 당시 1939년까지 스페인 내전으로 국내 축구 대회가 중단되었다. 그는 세군다 디비시온에서 신고식을 치르고, 한 시즌 만에 발렌시아로 이적하여 라 리가 무대에서 활약하게 되었다.
에이사기레는 동지 소속으로 1년차에 출전 정지 징계로 출전하지 못했으나, 발렌시아에서의 처음 6년 중에 3차례 리그 우승을 차지하였고, 이 과정에서 최우수 골키퍼로 선정되기도 했다. 10년 가까이 발렌시아에서 활약한 그는 바스크 지방의 친정 구단 레알 소시에다드에 복귀하여 6년을 1부 리그에서 더 활동하였다.
에이사기레는 4년을 또다른 1부 리그 구단인 오사수나에서 활동하고 거의 불혹이 되어서 은퇴하였다. 현역 마지막 시즌인 1959-60 시즌, 그는 선수 겸 감독으로 활동하였는데, 나바라 지방의 구단은 시즌을 강등으로 마무리했다. 이후, 그는 1970년대 말까지 감독일을 했는데, 그가 지휘봉을 잡은 구단으로는 코르도바, 세비야, 그리고 그라나다가 있었는데 당시 1부 리그와 2부 리그에 있던 구단들이었다.

## 국가대표팀 경력
에이사기레는 스페인 국가대표팀 경기에 18번 출전하였는데, 첫 출전 경기는 1945년 3월 11일, 리스본에서 2-2로 비긴 포르투갈과의 친선경기였다. 그는 브라질에서 열린 1950년 FIFA 월드컵에서 기예르모 에이사기레(그와 아무런 관련이 없다)가 이끄는 스페인 선수단의 일원으로 참가해 3-1로 이긴 미국과의 1차 조별 리그 경기와 1-3으로 패한 스웨덴과의 2차 조별 리그 경기에 출전하였고, 스페인은 이 대회에서 4위의 성적을 거두었다.

## 사생활
에이사기레의 부친 아구스틴 또한 축구 선수이자 골키퍼였다. 그는 레알 소시에다드에서만 활약하였다.

## 사망
2013년 9월 1일, 그는 92세의 나이로 고향 산 세바스티안에서 영면하였다.

## 수상

### 클럽
발렌시아
- 라 리가: 1941–42, 1943–44, 1946–47
- 코파 델 헤네랄리시모: 1949
- 코파 에바 두아르테: 1949

### 개인
- 트로페오 리카르도 사모라: 1943–44, 1944–45